# 간칸도리쓰
간칸도리쓰(일본어: 関関同立)는 일본 긴키 지방의 4개 유명 사립 대학을 일컫는 말이다.
- 간사이 대학(関西大学)
- 간세이 가쿠인 대학(関西学院大学)
- 도시샤 대학(同志社大学)
- 리쓰메이칸 대학(立命館大学)

## 유래
도쿄의 편차치적으로 가까운 5개의 명문 사립 대학을 일컫는 MARCH와 마찬가지로, 킨키 지방의 4개의 명문 사립 대학을 일컫는 말이다.

## 같이 보기
- 소케이
- MARCH